# Złoty Glob dla najlepszego aktora w filmie komediowym lub musicalu
Złote Globy dla najlepszego aktora w komedii lub musicalu jest to kategoria Złotych Globów, przyznawana od 1951 roku jako przez Hollywoodzkie Stowarzyszenie Prasy Zagranicznej. Powstała wskutek podziału nagrody za główną rolę męską na dramat oraz komedię/musical.
Laureaci są zaznaczeni pogrubionym drukiem. Obok nich podane są role, za jaką otrzymali nagrodę.

## Lata 50.
1950: Fred Astaire – Trzy krótkie słowa jako Bert Kalmar

nominacje:
- Dan Dailey – When Willie Comes Marching Home jako William „Bill” Kluggs
- Harold Lloyd – The Sin of Harold Diddlebock jako Harold Diddlebock

1951: Danny Kaye – On the Riviera jako Jack Martin/Henri Duran

nominacje:
- Bing Crosby – Przybywa narzeczony jako Peter „Pete” Garvey
- Gene Kelly – Amerykanin w Paryżu jako Jerry Mulligan

1952: Donald O’Connor – Deszczowa piosenka jako Cosmo Brown

nominacje:
- Danny Kaye – Hans Christian Andersen jako Hans Christian Andersen
- Clifton Webb – Stars and Stripes Forever jako John Philip Sousa

1953: David Niven – The Moon is Blue jako David Slater
1954: James Mason – Narodziny gwiazdy jako Norman Maine
1955: Tom Ewell – Słomiany wdowiec jako Richard Sherman
1956: Cantinflas – W 80 dni dookoła świata jako Passepartout

nominacje:
- Marlon Brando – Herbaciarnia „Pod Księżycem” jako Sakini
- Yul Brynner – Król i ja jako król Mongkut
- Glenn Ford – Herbaciarnia „Pod Księżycem” jako kapitan Fisby
- Danny Kaye – Nadworny błazen jako Hubert Hawkins

1957: Frank Sinatra – Kumpel Joey jako Joey Evans

nominacje:
- Maurice Chevalier – Miłość po południu jako Claude Chavasse
- Glenn Ford – Don’t Go Near the Water jako porucznik J.G. Max Siegel
- David Niven – My Man Godfrey jako Godfrey Smith
- Tony Randall – Will Success Spoil Rock Hunter? jako Rockwell P. Hunter

1958: Danny Kaye – Jakubowski i pułkownik jako Samuel L. Jacobowsky

nominacje:
- Maurice Chevalier – Gigi jako Honoré Lachaille
- Clark Gable – Prymus jako James Gannon
- Cary Grant – Niedyskrecja jako Philip Adams
- Louis Jourdan – Gigi jako Gaston Lachaille

1959: Jack Lemmon – Pół żartem, pół serio jako Jerry/„Daphne”

nominacje:
- Clark Gable – But Not for Me jako Russell „Russ” Ward
- Cary Grant – Operacja „Halka” jako komandor porucznik Matt T. Sherman
- Dean Martin – Who Was That Lady? jako Michael Haney
- Sidney Poitier – Porgy i Bess jako Porgy

## Lata 60.
1960: Jack Lemmon – Garsoniera jako C.C. „Bud” Baxter

nominacje:
- Cantinflas – Pepe jako Pepe
- Dirk Bogarde – Pieśń bez końca jako Franz Liszt
- Cary Grant – Cudze chwalicie... jako Victor
- Bob Hope – Facts of Life jako Larry Gilbert

1961: Glenn Ford – Arystokracja podziemi jako Dave „the Dude” Conway

nominacje:
- Fred Astaire – Pleasure of His Company jako Biddeford „Pogo” Poole
- Richard Beymer – West Side Story jako Tony
- Bob Hope – Kawaler w raju jako Adam J. Niles
- Fred MacMurray – Latający profesor jako profesor Ned Brainard

1962: Marcello Mastroianni – Rozwód po włosku jako Ferdinando Cefalù

nominacje:
- Stephen Boyd – Bajeczny cyrk Billy Rose jako Sam Rawlins
- Jimmy Durante – Bajeczny cyrk Billy Rose jako Anthony ('Pop') Wonder
- Cary Grant – Powiew luksusu jako Philip Shayne
- Charlton Heston – Gołąb, który ocalił Rzym jako kapitan Paul MacDougall/Benny the Snatch/Narrator
- Karl Malden – Cyganka jako Herbie Sommers
- Robert Preston – Muzyk jako Harold Hill
- Alberto Sordi – Najlepszy z wrogów jako kapitan Blasi
- James Stewart – Pan Hobbs jedzie na wakacje jako Hobbs

1963: Alberto Sordi – Szatan jako Amedeo Ferretti

nominacje:
- Albert Finney – Przygody Toma Jonesa jako Tom Jones
- James Garner – Wheeler Dealers jako Henry Tyroon
- Cary Grant – Szarada jako Peter Joshua
- Jack Lemmon – Słodka Irma jako Nestor Patou
- Jack Lemmon – Under the Yum Yum Tree jako Hogan
- Frank Sinatra – Przyjdź i zadmij w róg jako Alan Baker
- Terry-Thomas – Mysz na księżycu jako Maurice Spender
- Jonathan Winters – Ten szalony, szalony świat jako Lennie Pike

1964: Rex Harrison – My Fair Lady jako Henry Higgins

nominacje:
- Marcello Mastroianni – Małżeństwo po włosku jako Domenico Soriano
- Peter Sellers – Różowa Pantera jako inspektor Jacques Clouseau
- Peter Ustinov – Topkapi jako Arthur Simon Simpson
- Dick Van Dyke – Mary Poppins jako Bert

1965: Lee Marvin – Kasia Ballou jako Kid Shelleen/Tim Strawn

nominacje:
- Jack Lemmon – Wielki wyścig jako prof. Fate
- Jerry Lewis – Boeing Boeing jako Robert Reed
- Jason Roberts – Tysiąc klownów jako Murray Burns
- Alberto Sordi – Ci wspaniali mężczyźni w swych latających maszynach jako hrabia Emilio Ponticelli

1966: Alan Arkin – Rosjanie nadchodzą jako porucznik Rozanow

nominacje:
- Alan Bates – Georgy Girl jako Jos Jones
- Michael Caine – Gambit jako Harry Tristan Dean
- Lionel Jeffries – Spy with a Cold Nose jako Stanley Farquhar
- Walter Matthau – Szczęście Harry’ego jako Willie Gingrich

1967: Richard Harris – Camelot jako król Artur

nominacje:
- Richard Burton – Poskromienie złośnicy jako Petrucjo
- Rex Harrison – Doktor Dolittle jako dr John Dolittle
- Dustin Hoffman – Absolwent jako Benjamin Braddock
- Ugo Tognazzi – Mężczyzna kochający jako Sergio Masini

1968: Ron Moody – Oliver! jako Fagin

nominacje:
- Fred Astaire – Tęcza Finiana jako Finian McLonergan
- Jack Lemmon – Dziwna para jako Felix Unger
- Walter Matthau – Dziwna para jako Oscar Madison
- Zero Mostel – Producenci jako Max Bialystock

1969: Peter O’Toole – Do widzenia, panie Chips jako Arthur Chipping

nominacje:
- Dustin Hoffman – John i Mary jako John
- Lee Marvin – Pomaluj swój wóz jako Ben Rumson
- Steve McQueen – Koniokrady jako Boon Hogganbeck
- Anthony Quinn – Tajemnica Santa Vittoria jako Italo Bombolini

## Lata 70.
1970: Albert Finney – Opowieść wigilijna jako Ebenezer Scrooge

nominacje:
- Richard Benjamin – Pamiętnik szalonej gospodyni jako Jonathan Balser
- Elliott Gould – MASH jako kapitan John Francis Xavier „Trapper John” McIntyre
- Jack Lemmon – Za miastem jako George Kellerman
- Donald Sutherland – MASH jako kapitan Benjamin Franklin „Sokole Oko” Pierce

1971: Topol – Skrzypek na dachu jako Tewie Mleczarz

nominacje:
- Bud Cort – Harold i Maude jako Harold Chasen
- Dean Jones – Million Dollar Duck jako prof. Albert Dooley
- Walter Matthau – Kotch jako Joseph P. Kotcher
- Gene Wilder – Willy Wonka i fabryka czekolady jako Willy Wonka

1972: Jack Lemmon – Avanti! jako Wendell Armbruster Jr

nominacje:
- Edward Albert – Motyle są wolne jako Don Baker
- Charles Grodin – Kid złamane serce jako Lenny Cantrow
- Walter Matthau – Pete i Tillie jako Pete
- Peter O’Toole – Człowiek z La Manchy jako Don Kichot/Miguel de Cervantes/Alonso Quijana

1973: George Segal – Miłość w godzinach nadliczbowych jako Steve Blackburn

nominacje:
- Carl Anderson – Jesus Christ Superstar jako Judasz
- Richard Dreyfuss – Amerykańskie graffiti jako Curt Henderson
- Ted Neeley – Jesus Christ Superstar jako Jezus
- Ryan O’Neal – Papierowy księżyc jako Moses Pray

1974: Art Carney – Harry i Tonto jako Harry

nominacje:
- Jack Lemmon – Strona tytułowa jako Hildebrand „Hildy” Johnson
- James Earl Jones – Claudine jako Rupert Marshall
- Walter Matthau – Strona tytułowa jako Walter Burns
- Burt Reynolds – Najdłuższy jard jako Paul „Wrecking” Crewe

1975: Walter Matthau – Promienni chłopcy jako Clark

nominacje:
- Warren Beatty – Szampon jako George Roundy
- George Burns – Promienni chłopcy jako Lewis
- James Caan – Zabawna dama jako Billy Rose
- Peter Sellers – Powrót Różowej Pantery jako inspektor Jacques Clouseau

1976: Kris Kristofferson – Narodziny gwiazdy jako John Norman Howard

nominacje:
- Mel Brooks – Nieme kino jako Mel Funn
- Peter Sellers – Różowa Pantera kontratakuje jako inspektor Jacques Clouseau
- Jack Weston – Ritz jako Gaetano Proclo
- Gene Wilder – Express Srebrna Strzała jako George Caldwell

1977: Richard Dreyfuss – Dziewczyna na pożegnanie jako Elliott Garfield

nominacje:
- Woody Allen – Annie Hall jako Alvy Singer
- Mel Brooks – Lęk wysokości jako dr Richard H Thorndyke
- Robert De Niro – New York, New York jako Jimmy Doyle
- John Travolta – Gorączka sobotniej nocy jako Tony Manero

1978: Warren Beatty – Niebiosa mogą zaczekać jako Joe Pendleton

nominacje:
- Alan Alda – Za rok o tej samej porze jako George
- Gary Busey – The Buddy Holly Story jako Buddy Holly
- Chevy Chase – Nieczyste zagranie jako Tony Carlson
- George C. Scott – Ale kino! jako Gloves Malloy/Spats Baxter
- John Travolta – Grease jako Danny Zuko

1979: Peter Sellers – Wystarczy być jako Chance Ogrodnik

nominacje:
- George Hamilton – Miłość od pierwszego ukąszenia jako hrabia Vladimir Dracula
- Dudley Moore – 10 jako George Webber
- Burt Reynolds – Zacznijmy od nowa jako Phil Potter
- Roy Scheider – Cały ten zgiełk jako Joe Gideon

## Lata 80.
1980: Ray Sharkey – The Idolmaker jako Vincent Vacari

nominacje:
- Neil Diamond – The Jazz Singer jako Yussel Rabinovitch
- Tommy Lee Jones – Córka górnika jako Doolittle 'Mooney' Lynn
- Paul Le Mat – Melvin i Howard jako Melvin Dummar
- Walter Matthau – Gra w klasy jako Miles Kendig

1981: Dudley Moore – Artur jako Arthur Bach

nominacje:
- Alan Alda – Cztery pory roku jako Jack Burroughs
- George Hamilton – Zorro, ostrze szpady jako don Diego Vega/Zorro/Bunny Wigglesworth/The Gay Blade/Ramon Vega
- Steve Martin – Grosz z nieba jako Arthur Parker
- Walter Matthau – Pierwszy poniedziałek października jako Dan Snow

1982: Dustin Hoffman – Tootsie jako Michael Dorsey/Dorothy Michaels

nominacje:
- Peter O’Toole – Mój najlepszy rok jako Alan Swann
- Al Pacino – Autor! Autor! jako Ivan Travalian
- Robert Preston – Victor/Victoria jako 'Toddy' Todd
- Henry Winkler – Nocna zmiana jako Chuck

1983: Michael Caine – Edukacja Rity jako dr Frank Bryant

nominacje:
- Woody Allen – Zelig jako Leonard Zelig
- Tom Cruise – Ryzykowny interes jako Joel Goodson
- Eddie Murphy – Nieoczekiwana zmiana miejsc jako Billy Ray „William” Valentine
- Mandy Patinkin – Yentl jako Avigdor

1984: Dudley Moore – Micky i Maude jako Rob Salinger

nominacje:
- Steve Martin – Dwoje we mnie jako Roger Cobb
- Eddie Murphy – Gliniarz z Beverly Hills jako Axel Foley
- Bill Murray – Pogromcy duchów jako dr Peter Venkman
- Robin Williams – Moskwa nad rzeką Hudson jako Vladimir Ivanov

1985: Jack Nicholson – Honor Prizzich jako Charlie Partana

nominacje:
- Jeff Daniels – Purpurowa róża z Kairu jako Tom Baxter
- Griffin Dunne – Po godzinach jako Paul Hackett
- Michael J. Fox – Powrót do przyszłości jako Marty McFly
- James Garner – Romans Murphy’ego jako Murphy Jones

1986: Paul Hogan – Krokodyl Dundee jako Krokodyl Dundee

nominacje:
- Matthew Broderick – Wolny dzień Ferrisa Buellera jako Ferris Bueller
- Jeff Daniels – Dzika namiętność jako Charles Driggs
- Danny DeVito – Bezlitośni ludzie jako Sam Stone
- Jack Lemmon – Takie jest życie jako Harvey Fairchild

1987: Robin Williams – Good Morning, Vietnam jako Adrian Cronauer

nominacje:
- Nicolas Cage – Wpływ księżyca jako Ronny Cammareri
- Danny DeVito – Wyrzuć mamę z pociągu jako Owen Lift
- William Hurt – Telepasja jako Tom Grunick
- Steve Martin – Roxanne jako C.D. „Charlie” Bales
- Patrick Swayze – Dirty Dancing jako Johnny Castle

1988: Tom Hanks – Duży jako Josh Baskin

nominacje:
- Michael Caine – Parszywe dranie jako Lawrence Jamieson
- John Cleese – Rybka zwana Wandą jako Archie Leach
- Robert De Niro – Zdążyć przed północą jako Jack Walsh
- Bob Hoskins – Kto wrobił królika Rogera? jako Eddie Valiant

1989: Morgan Freeman – Wożąc panią Daisy jako Hoke Colburn

nominacje:
- Billy Crystal – Kiedy Harry poznał Sally jako Harry
- Michael Douglas – Wojna państwa Rose jako Oliver Rose
- Steve Martin – Spokojnie, tatuśku jako Gil Buckman
- Jack Nicholson – Batman jako Joker

## Lata 90.
1990: Gérard Depardieu – Zielona karta jako George Faure

nominacje:
- Macaulay Culkin – Kevin sam w domu jako Kevin McCallister
- Johnny Depp – Edward Nożycoręki jako Edward Nożycoręki
- Richard Gere – Pretty Woman jako Edward Lewis
- Patrick Swayze – Uwierz w ducha jako Sam Wheat

1991: Robin Williams – Fisher King jako Parry

nominacje:
- Jeff Bridges – Fisher King jako Jack Lucas
- Billy Crystal – Sułtani westernu jako Mitch Robbins
- Dustin Hoffman – Hook jako kapitan Hak
- Kevin Kline – Babka z zakalcem jako Jeffrey Anderson/Dr Rod Randall

1992: Tim Robbins – Gracz jako Griffin Mill

nominacje:
- Nicolas Cage – Miesiąc miodowy w Las Vegas jako Jack Singer
- Billy Crystal – Komik na sobotę jako Buddy Young Jr.
- Marcello Mastroianni – Druga miłość jako Joe Meledandri
- Tim Robbins – Bob Roberts jako Bob Roberts

1993: Robin Williams – Pani Doubtfire jako Daniel Hillard/Euphegenia Doubtfire

nominacje:
- Johnny Depp – Benny i Joon jako Sam
- Tom Hanks – Bezsenność w Seattle jako Sam Baldwin
- Kevin Kline – Dave jako Dave Kovic/Prezydent Bill Mitchel
- Colm Meaney – The Snapper jako Dessie Curley

1994: Hugh Grant – Cztery wesela i pogrzeb jako Charles

nominacje:
- Jim Carrey – Maska jako Stanley Ipkiss/Maska
- Johnny Depp – Ed Wood jako Ed Wood
- Arnold Schwarzenegger – Junior jako dr Alex Hesse
- Terence Stamp – Priscilla, królowa pustyni jako Bernadette Bassenger

1995: John Travolta – Dorwać małego jako Chili Palmer

nominacje:
- Michael Douglas – Miłość w Białym Domu jako Andrew Shepherd
- Harrison Ford – Sabrina jako Linus Larrabee
- Steve Martin – Ojciec panny młodej II jako George Banks
- Patrick Swayze – Ślicznotki jako Vida Bohemme

1996: Tom Cruise – Jerry Maguire jako Jerry Maguire

nominacje:
- Antonio Banderas – Evita jako Ernesto Che Guevara
- Kevin Costner – Tin Cup jako Roy „Tin Cup” McAvoy
- Nathan Lane – Klatka dla ptaków jako Albert Goldman
- Eddie Murphy – Gruby i chudszy jako prof. Sherman Klump

1997: Jack Nicholson – Lepiej być nie może jako Melvin Udall

nominacje:
- Jim Carrey – Kłamca, kłamca jako Fletcher Reed
- Dustin Hoffman – Fakty i akty jako Stanley Motss
- Samuel L. Jackson – Jackie Brown jako Ordell Robbie
- Kevin Kline – Przodem do tyłu jako Howard Brackett

1998: Michael Caine – O mały głos jako Ray Say

nominacje:
- Antonio Banderas – Maska Zorro jako Zorro
- Warren Beatty – Senator Bulworth jako Jay Billington Bulworth
- John Travolta – Barwy kampanii jako Jack Stanton
- Robin Williams – Patch Adams jako Patch Adams

1999: Jim Carrey – Człowiek z księżyca jako Andy Kaufman

nominacje:
- Robert De Niro – Depresja gangstera jako Paul Vitti
- Rupert Everett – Idealny mąż jako lord Arthur Goring
- Hugh Grant – Notting Hill jako William Thacker
- Sean Penn – Słodki drań jako Emmett Ray

## 2000–2009
2000: George Clooney – Bracie, gdzie jesteś? jako Everett

nominacje:
- Jim Carrey – Grinch: Świąt nie będzie jako Grinch
- John Cusack – Przeboje i podboje jako Rob Gordon
- Robert De Niro – Poznaj mojego tatę jako Jack Byrnes
- Mel Gibson – Czego pragną kobiety jako Nick Marshall

2001: Gene Hackman – Genialny klan jako Royal Tenenbaum

nominacje:
- Hugh Jackman – Kate i Leopold jako Leopold
- Ewan McGregor – Moulin Rouge! jako Christian
- John Cameron Mitchell – Cal do szczęścia jako Hedwig
- Billy Bob Thornton – Włamanie na śniadanie jako Terry Lee Collins

2002: Richard Gere – Chicago jako Billy Flynn

nominacje:
- Nicolas Cage – Adaptacja jako Charlie Kaufman/Donald Kaufman
- Kieran Culkin – Ucieczka od życia jako Jason 'Igby' Slocumb Jr.
- Hugh Grant – Był sobie chłopiec jako Will
- Adam Sandler – Lewy sercowy jako Barry Egan

2003: Bill Murray – Między słowami jako Bob Harris

nominacje:
- Jack Black – Szkoła rocka jako Dewey Finn
- Johnny Depp – Piraci z Karaibów: Klątwa Czarnej Perły jako Jack Sparrow
- Jack Nicholson – Lepiej późno niż później jako Harry Sanborn
- Billy Bob Thornton – Zły Mikołaj jako Willie

2004: Jamie Foxx – Ray jako Ray Charles

nominacje:
- Jim Carrey – Zakochany bez pamięci jako Joel Barish
- Paul Giamatti – Bezdroża jako Miles
- Kevin Kline – De-Lovely jako Cole Porter
- Kevin Spacey – Wielkie życie jako Bobby Darin

2005: Joaquin Phoenix – Spacer po linie jako Johnny Cash

nominacje:
- Pierce Brosnan – Kumple na zabój jako Julian Noble
- Jeff Daniels – Walka żywiołów jako Bernard Berkman
- Johnny Depp – Charlie i fabryka czekolady jako Willy Wonka
- Nathan Lane – Producenci jako Max Bialystock
- Cillian Murphy – Śniadanie na Plutonie jako Patrick „Kitty” Braden

2006: Sacha Baron Cohen – Borat: Podpatrzone w Ameryce, aby Kazachstan rósł w siłę, a ludzie żyli dostatniej jako Borat

nominacje:
- Johnny Depp – Piraci z Karaibów: Skrzynia umarlaka jako Jack Sparrow
- Aaron Eckhart – Dziękujemy za palenie jako Nick Naylor
- Chiwetel Ejiofor – Kozaczki z pieprzykiem jako Lola
- Will Ferrell – Przypadek Harolda Cricka jako Harold Crick

2007: Johnny Depp – Sweeney Todd: Demoniczny golibroda z Fleet Street jako Sweeney Todd

nominacje:
- Ryan Gosling – Miłość Larsa jako Lars Lindstrom
- Tom Hanks – Wojna Charliego Wilsona jako Charlie Wilson
- Philip Seymour Hoffman – Rodzina Savage jako Jon Savage
- John C. Reilly – Idź twardo: Historia Deweya Coxa jako Dewey Cox

2008: Colin Farrell – Najpierw strzelaj, potem zwiedzaj jako Ray

nominacje:
- Javier Bardem – Vicky Cristina Barcelona jako Juan Antonio
- James Franco – Boski chillout jako Saul Silver
- Brendan Gleeson – Najpierw strzelaj, potem zwiedzaj jako Ken
- Dustin Hoffman – Po prostu miłość jako Harvey Shine

2009: Robert Downey Jr. – Sherlock Holmes jako Sherlock Holmes

nominacje:
- Matt Damon – Intrygant jako Marc Whitacre
- Daniel Day-Lewis – Dziewięć jako Guido Contini
- Joseph Gordon-Levitt – 500 dni miłości jako Tom Hansen
- Michael Stuhlbarg – Poważny człowiek jako prof. Lawrence 'Larry' Gopnik

## 2010–2019
2010: Paul Giamatti – Świat według Barneya jako Barney Panofsky

nominacje:
- Johnny Depp – Alicja w Krainie Czarów jako Szalony Kapelusznik
- Johnny Depp – Turysta jako Frank Tupelo
- Jake Gyllenhaal – Miłość i inne używki jako Jamie Randall
- Kevin Spacey – W krainie pieniądza jako Jack Abramoff

2011: Jean Dujardin – Artysta jako George Valentin

nominacje:
- Ryan Gosling – Kocha, lubi, szanuje jako Jacob Palmer
- Owen Wilson – O północy w Paryżu jako Gil Pender
- Brendan Gleeson – Gliniarz jako Gerry Boyle
- Joseph Gordon-Levitt – 50/50 jako Adam Lerner

2012: 	Hugh Jackman – Les Misérables. Nędznicy jako Jean Valjean

nominacje:
- Jack Black – Bernie jako Bernie Tiede
- Bradley Cooper – Poradnik pozytywnego myślenia jako Patrick „Pat” Solatano jr
- Ewan McGregor – Połów szczęścia w Jemenie jako doktor Alfred Jones
- Bill Murray – Weekend z królem jako Franklin Delano Roosevelt

2013: Leonardo DiCaprio – Wilk z Wall Street jako Jordan Belfort

nominacje:
- Christian Bale – American Hustle jako Irving Rosenfeld
- Bruce Dern – Nebraska jako Woody Grant
- Oscar Isaac – Co jest grane, Davis? jako Llewyn Davis
- Joaquin Phoenix – Ona jako Theodore Twombly

2014: Michael Keaton – Birdman jako Riggan Thomson

nominacje:
- Ralph Fiennes – Grand Budapest Hotel jako monsieur Gustave H.
- Bill Murray – Mów mi Vincent jako Vincent MacKenna
- Joaquin Phoenix – Wada ukryta jako Larry „Doc” Sportello
- Christoph Waltz – Wielkie oczy jako Walter Keane

2015: Matt Damon – Marsjanin jako Mark Watney

nominacje:
- Christian Bale – Big Short jako Michael Burry
- Steve Carell – Big Short jako Mark Braum
- Al Pacino – Danny Collins jako Danny Collins
- Mark Ruffalo – Człowiek z bieguna jako Cameron Stuart

2016: Ryan Gosling – La La Land jako Sebastian Wilder

nominacje:
- Colin Farrell – Lobster jako David Matthews
- Hugh Grant – Boska Florence jako St. Clair Bayfield
- Jonah Hill – Rekiny wojny jako Efraim Diveroli
- Ryan Reynolds – Deadpool jako Wade Wilson/Deadpool

2017: James Franco – The Disaster Artist jako Tommy Wiseau

nominacje:
- Daniel Kaluuya – Uciekaj! jako Chris Washington
- Ansel Elgort – Baby Driver jako Baby
- Hugh Jackman – Król rozrywki jako P.T. Barnum
- Steve Carell – Wojna płci jako Bobby Riggs

2018: Christian Bale – Vice jako Dick Cheney

nominacje:
- Lin-Manuel Miranda – Mary Poppins powraca jako Jack
- Viggo Mortensen – Green Book jako Frank „Tony Lip” Vallenloga
- Robert Redford – Gentleman z rewolwerem jako Forrest Tucker
- John C. Reilly – Stan & Olly jako Oliver Hardy

2019: Taron Egerton – Rocketman jako Elton John

nominacje:
- Roman Griffin Davis – Jojo Rabbit jako Jojo
- Daniel Craig – Na noże jako Benoit Blanc
- Eddie Murphy – Nazywam się Dolemite jako Rudy Ray Moore
- Leonardo DiCaprio – Pewnego razu... w Hollywood jako Rick Dalton

## 2020–2029
2020: Sacha Baron Cohen – Kolejny film o Boracie jako Borat Sagdiyev

nominacje:
- James Corden – Bal jako Barry Glickman
- Lin-Manuel Miranda – Hamilton jako Alexander Hamilton
- Dev Patel – Magiczny świat Davida Copperfielda jako David Copperfield
- Andy Samberg – Palm Springs jako Nyles

2021: Andrew Garfield' – Tic, tic...boom! jako Jonathan Larson'

nominacje:
- Leonardo DiCaprio – Nie patrz w górę jako Randall Mindy
- Peter Dinklage – Cyrano jako Cyrano de Bergerac
- Cooper Hoffman – Licorice Pizza jako Gary Valentine
- Anthony Ramos – In the Heights: Wzgórza marzeń jako Usnavi de la Vega

2022: Colin Farell – Duchy Inisherin jako Pádraic Súilleabháin
nominacje:
- Diego Calva – Babilon jako Manny Torres
- Adam Driver – Biały szum jako Jack Gladney
- Daniel Craig – Glass Onion: Film z serii "Na noże" jako Benoit Blanc
- Ralph Fiennes – Menu jako Szef kuchni Slowik

2023: Paul Giamatti – Przesilenie zimowe jako Paul Hunham
nominacje:
- Matt Damon – Air jako Sonny Vaccaro
- Jeffrey Wright – American Fiction jako Thelonious "Monk" Ellison
- Joaquin Phoenix – Bo się boi jako Beau Wassermann
- Nicolas Cage – Dream Scenario jako Paul Matthews
- Timothée Chalamet – Wonka jako Willy Wonka